# Groupe de NGC 585
Le groupe de NGC 585 comprend au moins 22 galaxies situées dans les constellations de la Baleine et d'Baleine. La distance moyenne entre les 22 galaxie de ce groupe et la Voie lactée est d'environ 74,1 Mpc (∼242 millions d'al). Cette moyenne exclut les galaxies MGC 0-4-140 et CGCG 385-151, car elles sont à environ 180 et 32 millions d'années-lumière de la Voie lactée, soit beaucoup plus près que 21 autres galaxies. Même si elles sont inscrites dans ce groupe par Garcia, elles n'en font certainement pas partie.
D'autre part, six galaxies de ce groupe sont aussi inscrites dans le groupe de NGC 545 décrit dans un article d'Abraham Mahtessian paru en 1998. Ces galaxies sont NGC 541, NGC 545, NGC 547, NGC 585, UGC 892 et UGC 1062. Il faudrait sans doute fusionner les galaxies de ces deux listes en un seul groupe.  En effet, la distance moyenne du groupe de NGC 545 est d'environ 75,2 Mpc (∼245 millions d'al) et elle est dans la même région du ciel. En ajoutant les galaxies NGC 540, NGC 560, NGC 564, NGC 570 et NGC 577 du groupe de NGC 545, on obtiendrait un groupe d'au moins 27 galaxies que l'on pourrait nommer le groupe de NGC 541, la plus brillante de ces galaxies, ou encore le groupe de NGC 545 la plus grosse de ces galaxies.
Soulignons que le groupe de NGC 545 fait partie d'un plus vaste ensemble, l'amas galactique Abell 194,. C'est par conséquent aussi le cas pour les galaxies du groupe de NGC 585.  

## Membres
Le tableau ci-dessous liste les 23 galaxies du groupe dans l'ordre indiquée dans l'article de A.M. Garcia paru en 1993.    
| Nom             | Classification | Type           | α (J2000.0)   | δ (J2000.0)  | Vitesse radiale (km/s) | Magnitude apparente | Distance (Mpc) | Dimensions (kal) |
| --------------- | -------------- | -------------- | ------------- | ------------ | ---------------------- | ------------------- | -------------- | ---------------- |
| UGC 892(1)      | SB(r)ab        | Spirale barrée | 01h 21m 16.6s | -00° 32′ 40″ | 5228 ± 5               | 13,9                | 72,5 ± 5,1     | 149              |
| NGC 543         | S0^-?          | Lenticulaire   | 01h 25m 50.0s | -01° 17′ 34″ | 5296 ± 17              | 13,1                | 73,6 ± 5,2     | 41               |
| MGC 0-4-140(2)  | S?             | Spirale?       | 01h 25m 51.5s | -01° 19′ 05″ | 4070 ± 14              | 12,98               | 55,5 ± 3,9     | 26               |
| NGC 545         | SA0^-          | Lenticulaire   | 01h 25m 59.1s | -01° 20′ 25″ | 5338 ± 17              | 12,2                | 74,2 ± 5,2     | 221              |
| NGC 585         | Sa?            | Spirale        | 01h 31m 42.1s | -00° 56′ 00″ | 5431 ± 19              | 13,1                | 75,4 ± 5,3     | 177              |
| MGC 0-4-116     | S?             | Spirale?       | 01h 24m 19.5s | -01° 44′ 47″ | 5317 ± 28              | 12,98               | 73,9 ± 5,2     | 46               |
| NGC 519         | E+?            | Elliptique     | 01h 24m 28.6s | -01° 38′ 29″ | 5414 ± 32              | 14,3                | 75,3 ± 5,3     | 37               |
| MGC 0-4-120     | S0?            | Lenticulaire   | 01h 24m 51.0s | -01° 41′ 29″ | 5332 ± 45              | 12,98               | 74,1 ± 5,2     | 27               |
| UGC 984         | S0             | Lenticulaire   | 01h 25m 17.8s | -01° 31′ 03″ | 4854 ± 28              | 14,35               | 73,1 ± 5,1     | 76               |
| NGC 538         | SB(s)ab?       | Spirale barrée | 01h 25m 26.0s | -01° 33′ 02″ | 5470 ± 28              | 13,7                | 76,2 ± 5,4     | 88               |
| NGC 541         | S0^-?          | Lenticulaire   | 01h 25m 44.3s | -01° 22′ 46″ | 5422 ± 6               | 12,1                | 75,5 ± 5,3     | 161              |
| PGC 5306        | S0             | Lenticulaire   | 01h 25m 48.0s | -01° 29′ 32″ | 5104 ± 35              | 16,57               | 70,8 ± 5,0     | 76               |
| UGC 1003        | S0             | Lenticulaire   | 01h 25m 44.2s | -01° 27′ 24″ | 5237 ± 17              | 14,64               | 72,7 ± 5,1     | 59               |
| MCG 0-4-139     | E3?            | Elliptique     | 01h 25m 47.7s | -01° 20′ 41″ | 5533 ± 21              | 15,2 ± 0,4          | 72,7 ± 5,4     | 24               |
| NGC 547         | E1             | Elliptique     | 01h 26m 00.6s | -01° 20′ 43″ | 5468 ± 6               | 12,2                | 76,1 ± 5,3     | 93               |
| NGC 548         | E+:            | Elliptique     | 01h 26m 02.5s | -01° 13′ 32″ | 5404 ± 6               | 13,7                | 75,2 ± 5,3     | 95               |
| MCG 0-4-147     | Sb?            | Spirale        | 01h 26m 43.5s | -01° 18′ 22″ | 5017 ± 45              | 13,62               | 69,5 ± 4,9     | 35               |
| UGC 1043        | E?             | Elliptique     | 01h 27m 43.0s | -01° 08′ 23″ | 5243 ± 18              | 13,622 ± 0,004      | 72,5 ± 5,1     | 71               |
| CGCG 385-151(2) | S0^-           | Lenticulaire   | 01h 28m 02.1s | -00° 44′ 18″ | 5702 ± 19              | 13,621 ± 0,004      | 9,74 ± 0,75    | 58               |
| NGC 570         | (R')SB(rs)a?   | Spirale barrée | 01h 28m 58.6s | -00° 56′ 56″ | 5504 ± 23              | 12,8                | 77,0 ± 5,4     | 142              |
| UGC 1062        | (R')SB0^0?(s)  | Lenticulaire   | 01h 28m 59.5s | -00° 33′ 43″ | 5472 ± 23              | 13,7 g              | 76,4 ± 5,6     |                  |
| UGC 1072        | S0             | Lenticulaire   | 01h 29m 44.0s | -01° 14′ 29″ | 5168 ± 25              | 14,3 g              | 76,1 ± 5,3     | 76               |
| MGC 0-4-167     | SB0?           | Lenticulaire   | 01h 31m 12.2s | -01° 29′ 18″ | 5366 ± 45              | 13,06 ± 0,13        | 74,7 ± 5,3     | 28,2             |

- (1)La galaxie UGC 892 figurent d'ailleurs dans l'l'atlas des galaxies particulières de Halton Arp sous la cote Arp 67[7].
- (2)) Galaxies exclues du calcul de la distance moyenne, car elles sont beaucoup plus près de la Voie lactée que les autres. Elles ne font sans doute pas partie de ce groupe.

Le site DeepskyLog permet de trouver aisément les constellations des galaxies mentionnées dans ce tableau ou si elles ne s'y trouvent pas, l'outil du site constellation permet de le faire à l'aide des coordonnées de la galaxie. Sauf indication contraire, les données proviennent du site NASA/IPAC. 